# カーロッタ・フォン・ボース＝ヴァルデック

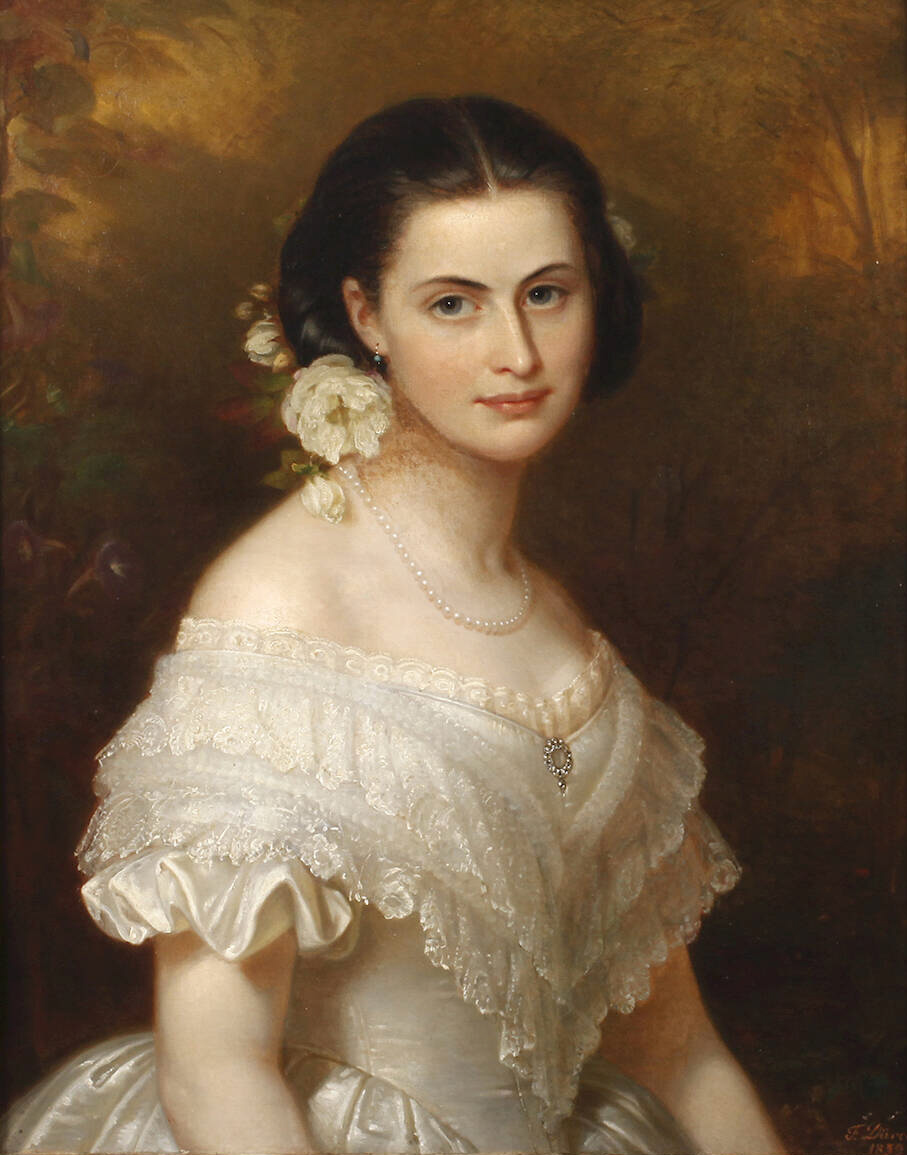
1859年のカーロッタ、F・デュルク画

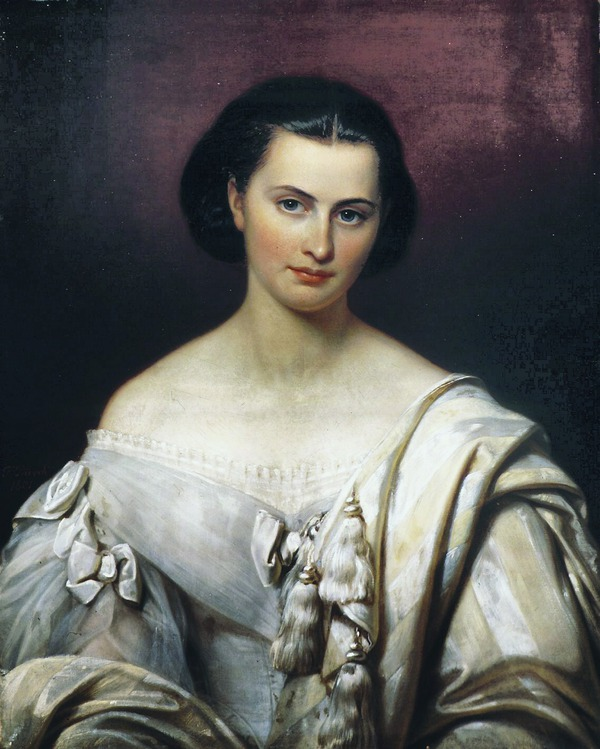
1863年のカーロッタ、F・デュルク画、ルートヴィヒ1世王によって美人画ギャラリーに納められたもの

カーロッタ・フォン・ボース＝ヴァルデック（Carlotta von Boos-Waldeck, 1838年6月5日 ヴィースバーデン - 1920年3月4日 オパティヤ）は、ドイツの貴族女性・宮廷女官。
ナッサウ公国の高級官僚・邦議会議員だったフィリップ・フォン・ブライダッハ＝ビュレスハイム・ゲナント・フォム・リート男爵とその妻の男爵令嬢カロリーネ・フォン・グラウフェンクラウの間の娘として、ヴィースバーデンのビーブリッヒ地区で生まれた。成長するとヘッセン大公国のダルムシュタット宮廷に出仕し、大公妃マティルデ・カロリーネ付の女官となる。1858年、大公妃が兄のバイエルン王マクシミリアン2世を訪ねて実家のミュンヘン宮廷を訪問した際に同行したが、そこで大公妃の父である先王ルートヴィヒ1世に見初められてしまう。老王は1854年に妻のテレーゼ前王妃を亡くしており、250篇を超える数の詩を贈ってカーロッタに求婚したが、カーロッタは50歳も年上の元国王の身分違いの後妻になることを拒否した。
1863年にフィリップ・フォン・ボース＝ヴァルデック伯爵と結婚し、婚家の所有するボヘミアとザルツブルク郊外の所領を行き来して暮らした。夫との間に6人の子をもうけた。
カーロッタとルートヴィヒ1世の間で取り交わされた詩や手紙類は、バイエルン州立図書館に所蔵されている。
1863年、ルートヴィヒ1世は亡き宮廷画家ヨーゼフ・カール・シュティーラーの甥で門下のフリードリヒ・デュルクに命じてカーロッタの肖像画を描かせ、自身のコレクションである美人画ギャラリーの1幅とした。肖像画の中のカーロッタはデコルテが見えながらも、ネックラインがまっすぐで胸が目立たない控えめなドレスを着ている。